# Manuel Lloret
Manuel Lloret Zaragoza (* 4. August 1981) ist ein spanischer Radrennfahrer.
Manuel Lloret begann seine Profikarriere 2005 bei dem spanischen Professional Continental Team Comunidad Valenciana. Seinen ersten internationalen Eliterfolg feierte er bei der Ruta del Sol 2006, bei der er die zweite Etappe gewann und in der Gesamtwertung belegte er den achten Rang belegte. Sein größter Karriereerfolg gelang ihm 2007 mit dem Gesamtsieg der Vuelta a Madrid.

## Erfolge
2006
- eine Etappe Ruta del Sol

2007
- Gesamtwertung und eine Etappe Vuelta a Madrid

2008
- eine Etappe Vuelta a Extremadura

2009
- eine Etappe Cinturón a Mallorca

## Teams
- 2005 Comunidad Valenciana-Elche
- 2006 Comunidad Valenciana
- 2007–2008 Fuerteventura-Canarias
- 2008 Barbot-Siper (ab 02.08.)